# 太平街道 (临沂市)
太平街道，是中华人民共和国山東省临沂市河东区下辖的一个乡镇级行政单位。

## 行政区划
太平街道下辖以下地区：
郭太平村、申太平村、郭家街村、徐太平村、王太平村、大姚庄村、光沂庄村、东南白塔村、罗官庄村、八间屋村、大太平村、亭子头村、大刘家寨村、沙岭官庄村、东水湖崖村、西水湖崖村、大张家寨村、大徐家寨村、小刘家寨村、小徐家寨村、陈家庄村、郭家寨村、小张家寨村、尹家寨村、葛家寨村和东张屯村。